# Відносини Ірландія — НАТО
Ірландія та Організація Північноатлантичного договору мають офіційні стосунки з 1999 року, коли Ірландія приєдналася як член програми НАТО " Партнерство заради миру" (ПЗМ) і підписалася до Ради євроатлантичного партнерства НАТО (РЄАП). На сьогодні Ірландія не прагнула вступити як повноправний член НАТО через традиційну політику військового нейтралітету.

## Новітня історія відносин між НАТО та Ірландією

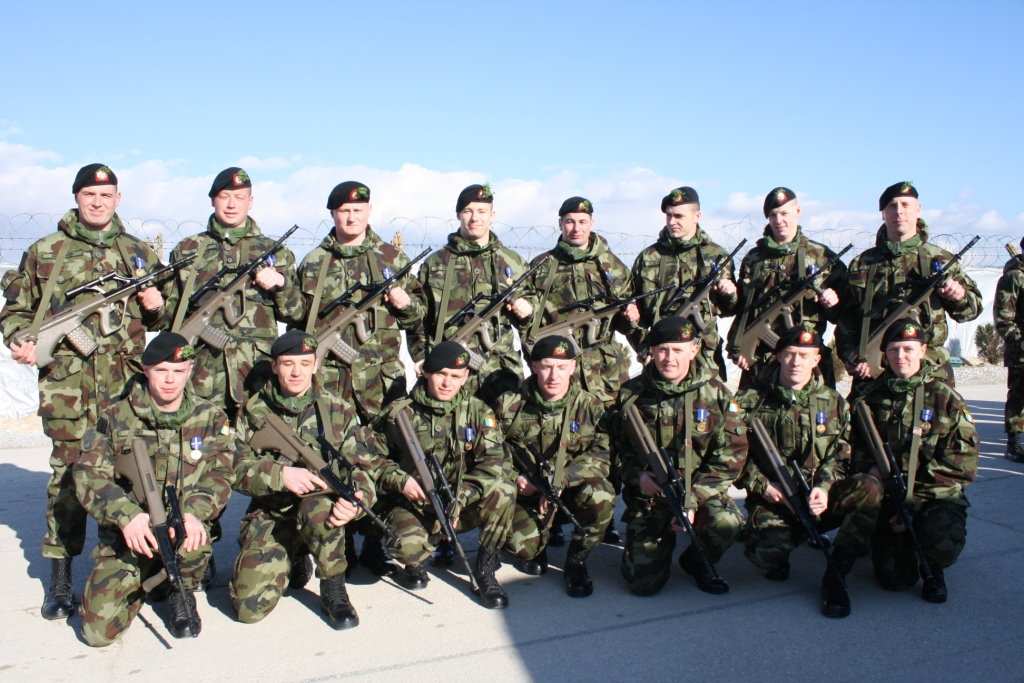
Солдати Ірландської армії у складі сил Косово отримують медаль НАТО за Косово (березень 2010 р.)

У 1949 р. Ірландія була готова домовитись про двосторонній оборонний пакт із США, але виступала проти вступу до НАТО, доки питання про Північну Ірландію не було вирішено із Сполученим Королівством (див. “Проблеми 1968–1998 рр.”). Офіційні відносини між НАТО та Ірландією розпочались у 1999 році, коли Ірландія стала підписантом програми НАТО "Партнерство заради миру" та Ради євроатлантичного партнерства Альянсу. З тих пір НАТО та Ірландія активно співпрацювали з питань миротворчості, гуманітарної допомоги, порятунку та врегулювання криз та розвивали практичне співробітництво в інших військових сферах, що становлять взаємний інтерес, в рамках Ірландської програми індивідуального партнерства (ІПП) та Індивідуальної програми партнерства та співробітництва (ІПКП), який узгоджується спільно кожні два роки. Співпраця Ірландії з НАТО зосереджена навколо історичної політики нейтралітету країни у збройних конфліктах, що дозволяє ірландським військовим розміщуватись у миротворчих та гуманітарних місіях, де є мандат ООН ( резолюція Ради Безпеки ООН або резолюція Генеральної Асамблеї ООН), за умови схвалення уряду та Дайла Еріана (ірландський парламент). Це відомо як політика Ірландії "потрійного замка".
Ірландія бере участь у процесі планування та перегляду Партнерства заради миру (ПЗМ), метою якого є підвищення сумісности збройних сил Ірландії, оборонних сил з іншими країнами-членами НАТО та приведення їх у відповідність із прийнятими міжнародними військовими стандартами щодо успішного розгортання з іншими професійними силами мирних операцій за кордоном.
Ірландія підтримує поточні сили під проводом НАТО в Косово (КФОР) і робить це з 1999 року, і надала обмежену кількість військ Міжнародним силам сприяння безпеці (МССБ) в Афганістані (2001–2014), оскільки вони були санкціоновані. резолюціями Ради Безпеки ООН. Програма боротьби зі СВУ МССБ в Афганістані значною мірою була розроблена старшими офіцерами Ірландського армійського корпусу. Раніше в 1997 році, до того, як Ірландія мала офіційні стосунки з альянсом, вона розгорнула персонал на підтримку миротворчої операції під проводом НАТО в Боснії та Герцеговині, де значна частина її сил входила до складу міжнародної компанії військової поліції, що головним чином діяла в Сараєво.

### Потенційний вступ Ірландії до НАТО
На сьогодні Ірландія офіційно не подала заявку на вступ як повноправного члена НАТО через свою давню політику військового нейтралітету.
Громадська думка в Ірландії продовжує підтримувати політику позаблоковості у збройних конфліктах, і в даний час жодна основна політична організація не підтримує повне входження в НАТО як партійну лінію. Існував і продовжує існувати ряд окремих політиків та груп політиків, які підтримують приєднання Ірландії до НАТО, головним чином, але не обмежуючись правоцентристською партією "Fine Gael" (у 2013 році молодіжне крило партії Young Fine Gael ухвалило рішення закликаючи ірландський уряд розпочати переговори про вступ з НАТО). Загальновідомо, що референдум потрібно провести перед тим, як змінити нейтралітет або вступити до НАТО.
Колишній генеральний секретар НАТО Андерс Фог Расмуссен заявив під час візиту до Дубліна в 2013 році, що Ірландії "відкриті двері" для вступу в НАТО в будь-який час, заявивши, що країну будуть "гаряче вітати" і вже розглядають як "дуже важливий партнер".
У січні 2015 року британський та ірландський уряди підписали свою першу угоду про взаємну оборону - історичний Меморандум про взаєморозуміння (Меморандум про взаєморозуміння), що поглиблює оборонну співпрацю в майбутньому.
Військові Ірландії є членами бойових груп ЄС, як частина Спільної політики безпеки та оборони (СЗПП) Європейського Союзу (ЄС), більшість країн-членів якої є членами НАТО.

## Американські військові зупинки в Ірландії
Повітряні споруди Ірландії регулярно використовуються військовими США для транзиту військового персоналу за кордон, головним чином на Близький Схід. Ірландський уряд розпочав постачання військових та цивільних повітряних споруд в Ірландії для використання збройними силами США під час Першої війни в Перській затоці 1991 року. Після терактів 11 вересня 2001 року уряд Ірландії запропонував використовувати ірландський повітряний простір та аеропорти американським військовим на підтримку війни в Афганістані та вторгнення в Ірак 2003 року, за умови, що літаки будуть без зброї, без вантажу зброї, боєприпаси або вибухові речовини, не брати участь у зборі розвідувальних даних, і що ці рейси не є частиною військових навчань або операцій на той час. Аеродром Кейсмент, Болдонел (військовий) та аеропорт Шеннон (цивільний), що використовуються як зупинні пункти, бачили більше 2,4 мільйонів американських військовослужбовців з 2002 по 2014 рік За цей період через Шеннон щодня проходило в середньому понад 500 американських військовослужбовців.
Використання США Балдоннел і Шеннон був предметом суперечок в Ірландії з - за викриттів в грудні 2005 року Бі - бі - слідчої телевізійній програмі Newsnight, що Шеннон був використаний, принаймні, 33 разів для негласного Центрального розвідувального управління (ЦРУ) польотів, експлуатовані перед компанії, як частина політики уряду США, відома як " надзвичайна передача ". "Нью-Йорк Таймс" також повідомила, що число становить 33, хоча мова йде про "Ірландію" в цілому, а не про Шеннона, тоді як "Міжнародна амністія" стверджує, що кількість рейсів перевищує 50. Болдоннель бачив подібні претензії, але перевірити які неможливо, оскільки це військова авіабаза. Влада США та Ірландії спростувала ці звинувачення. Згідно з витоками американських дипломатичних повідомлень ( WikiLeaks ) від посольства США в Дубліні, тодішній міністр закордонних справ Ірландії заявив главі місії, що ірландська влада підозрювала, що ЦРУ неодноразово використовувало літаки, замасковані під комерційні польоти, передати ув'язнених, затриманих в Афганістані, на затоку Гуантанамо на Кубі для допиту та затримання - використовуючи Шеннон для заправки в процесі - та попереджаючи про юридичні наслідки для Ірландії та США.

## Захист повітряного простору Ірландії

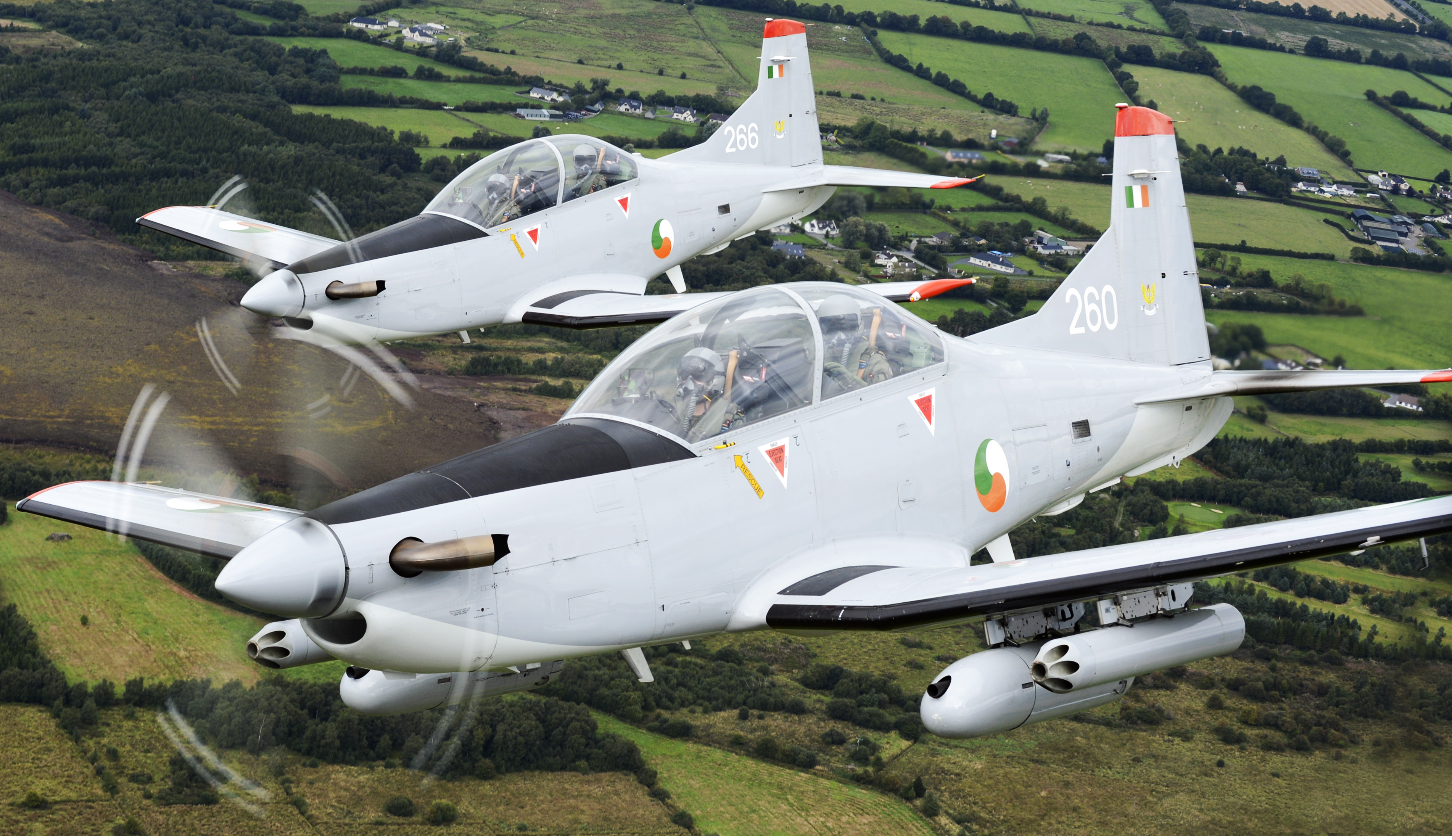
Ірландський повітряний корпус покладається на застарілий одномоторний турбовинтовий тренажерний літак Pilatus PC-9, який не може літати зі швидкістю сучасних реактивних літаків

Ірландський повітряний корпус, елемент повітряних сил Ірландських сил оборони, широко сприймається як нездатний захищати повітряний простір Ірландії через значну відсутність фінансування, обладнання, підготовки та персоналу. Його роль здебільшого обмежується захистом риболовлі на підтримку Військово-морської служби Ірландії та невійськовими авіаційними службами, такими як охорона поліції, повітряна швидка допомога, VIP-транспорт, пошуково-рятувальна та матеріально-технічна підтримка, на якій вона розробила свої знання щодо своїх розмірів. Оскільки Ірландія не є членом НАТО, вона не користується інтегрованими європейськими військовими радіолокаційними системами виявлення та обладнанням рівня НАТО. Повітряний корпус не має можливості перехоплювати швидкісні реактивні літаки, і попередні повітряні вторгнення бачили, як британські Королівські ВПС (RAF), союзник НАТО, реагували і супроводжували небажані літаки з контрольованого Ірландією повітряного простору.
Середня крейсерська швидкість повітря для комерційних пасажирських літаків становить від 878 до 926 км / год  тоді як максимальна швидкість Pilatus PC-9 від Повітряного корпусу становить лише 593 км / год.
У лютому 2015 року два російські ядерно-здатні стратегічні бомбардувальники Ту-95 Ту-95 "Ведмідь" увійшли в підконтрольний Ірландії повітряний простір без дозволу, без попередження, з відключеними транспондерами і не подавши планів польотів, що викликало серйозне занепокоєння в ірландському авіаційному управлінні (IAA), який запобіжним заходом був змушений відвести низку цивільних пасажирських літаків із шляху російських бомбардувальників. Російський військовий літак був допитаний реактивними літаками RAF Eurofighter Typhoon, які зіткнулися з Великої Британії, демонструючи відсутність ірландської військової відповіді та залежність від Великої Британії для захисту повітряного простору Ірландії. Російські бомбардувальники не потрапляли в суверенний повітряний простір Ірландії, але Міністерство оборони подало скаргу російським дипломатам у Дублін, і міністр оборони публічно випромінював свій гнів на вторгнення, а також на зриви та небезпеку, які це спричинило для комерційного повітряного руху. Пізніше з'ясувалося, що норвезькі військові (союзник НАТО) перехопили російські військові комунікації, вказуючи на те, що один з літаків несе ядерний корисний вантаж (ядерну ракету, яка на той момент не була "в режимі реального часу"). Британські звіти візуально підтвердили, що один із бомбардувальників мав ядерну боєголовку. Той факт, що російські військові бомбардувальники, що несли ядерну зброю, пролетів у межах 12 морських миль від ірландського узбережжя, викликав значну тривогу.
У липні 2015 року уряд Ірландії розкрив плани придбати наземну радіолокаційну систему далекого спостереження для Ірландської авіаційної адміністрації та Сил оборони для відстеження таємних літаків, що летять у контрольованому Ірландією повітряному просторі, включаючи військові літаки, які не подають документи план польоту та вимкнення транспондерів. Міністр оборони Саймон Ковені заявив, що збільшення спроможности дозволить краще покрити повітряний простір Атлантики, за який відповідає IAA. Як повідомляється, радари спостереження на великі відстані коштують 10 мільйонів євро і розглядаються як пріоритетна закупівля для надання цивільним та військовим владам поліпшеної компетенції з моніторингу повітряних вторгнень.  Рішення широко пов'язували безпосередньо з вторгненням Росії.

### Угоди з Великою Британією про протиповітряну оборону
Можливість захопленого авіалайнера в повітряному просторі Ірландії, швидше за все, призведе до реагування швидкої реакції (QRA) авіацією НАТО, і вважається, що з британським урядом існують таємні домовлености щодо оборони повітряного простору Ірландії.  
У 2016 році в ірландській пресі повідомлялося, що кілька років попередні конфіденційні угоди були укладені між урядами Ірландії та Великої Британії щодо захисту ірландського повітряного простору від терористичних загроз. Звіти показують, що Міністерство оборони Ірландії, Міністерство закордонних справ та Управління авіації Ірландії уклали двосторонню угоду з британськими ВВС, Управлінням цивільної авіації, Міністерством оборони та Управлінням закордонних справ та Співдружности, що дозволяють британським військовим проводити збройні операції всередині Ірландії суверенний або контрольований Ірландією повітряний простір у разі реального часу або передбачуваної загрози повітряного нападу терористів на Ірландію або сусідню країну. 

## Зовнішні відносини Ірландії з державами-членами НАТО
| - Албанія - Бельгія - Болгарія - Канада | - Хорватія - Чехія - Данія - Естонія | - Франція - Німеччина - Греція - Угорщина - Ісландія | - Italy - Latvia - Lithuania - Luxembourg - Montenegro - Netherlands | - North Macedonia - Norway - Poland - Portugal - Romania - Slovakia | - Slovenia - Spain - Turkey - United Kingdom - United States |